# 日本病理學會
日本病理學會（英語：The Japanese Society of Pathology），全名社團法人日本病理學會，是一個位在日本的醫學相關學會，設於東京都文京區本鄉2-40-9-4F。

## 概要
- 病理醫所屬。病理專門醫師認定的機關。
- 研究病理學以及病理診斷的醫師、病理專門醫師、研究者皆為此學術團體的成員。
- 文部科學省所管理的公益法人團體。

## 外部連結
- 社團法人 日本病理協會